# Deutscher Pfadfinderbund Namibia
Der Deutsche Pfadfinderbund Namibia ist ein deutschsprachiger Pfadfinderverband in Namibia. Er hat seinen Hauptsitz in der Hauptstadt Windhoek. Weitere Horste befanden sich 2010 in Grootfontein und Swakopmund.
Der Deutsche Pfadfinderbund Namibia hatte 2010 etwa 65 Mitglieder, davon etwa 10 in Windhoek, 17 in Grootfontein und 35 in Swakopmund.
Der Deutsche Pfadfinderbund Namibia war Mitglied des Deutschen Kulturrats in Namibia, der 2022 aufgelöst wurde.

## Geschichte
Die ersten deutschsprachigen Pfadfindergruppen für Jungen im heutigen Namibia entstanden 1924 in Tsumeb und 1926 in Windhoek. Im April 1928 schlossen sie sich in Omaruru zum Deutschen Pfadfinderbund von Südwestafrika zusammen. Mit der Gründung von Mädchengruppen wurde 1932 in Lüderitzbucht begonnen.

### Nationalsozialismus und Verbot
Im Jahre 1932 wurde in Südwestafrika eine NSDAP-Auslandsgliederung gegründet. Der Parteifunktionär Erich von Lossnitzer wurde nach Windhoek gesandt und eröffnete dort ein Büro. Er versuchte, den Deutschen Pfadfinderbund von Südwestafrika in die Hitlerjugend zu integrieren, was 1934 gelang.
In Windhoek wurde durch die nationalsozialistischen Funktionäre der Tag der Deutschen Jugend organisiert, der vom 5. bis zum 8. Juli 1934 stattfand. Dabei wurden zuerst alle deutschen Pfadfinder in Südwestafrika durch von Lossnitzer begrüßt, anschließend fand ein Fackelzug durch Windhoek statt. Das Theaterstück Schlageter kam zur Aufführung, bei dem es um einen Sabotageakt im besetzten Ruhrgebiet geht. Am Ende fand ein Aufmarsch in Windhoek statt, den von Lossnitzer anführte. Er trug eine HJ-Uniform und eine Hakenkreuzarmbinde. Anwesende Pfadfinder bekannten sich zum nationalsozialistischen Deutschtum.
Dieser Aufmarsch verstieß gegen die Rechtsvorschriften des Völkerbund-Mandatsgebiets Südwestafrika und war gleichzeitig eine eindeutige Provokation gegen dessen Verwaltungsbehörden. Von Lossnitzer wurde des Landes verwiesen und die Tätigkeit der NSDAP mit der Hitlerjugend sowie des Pfadfinderbund wurden durch den SWA-Administrator untersagt und durch eine Rechtsverordnung vom 29. Oktober 1934 (Notice No. 141 of 1934) der Unionsregierung verboten. Die Mandatsbehörden erklärten damit die NSDAP erneut zur rechtswidrigen (unlawful) Organisation, nachdem bereits 1933 durch die SWA-Legislative Assembly (Criminal Amendment Ordinance, No. 13 of 1933) jegliche Nazipropaganda in Südwestafrika und die Betätigung der NSDAP verboten worden war.

### Neugründung und erneutes Verbot

Flagge des Deutschen Pfadfinderbunds Namibia

1935 konnte mit Zustimmung der Behörden mit den Deutschen Pfadfindern von Südwestafrika ein neuer Pfadfinderverband gegründet werden. Da der Begriff Bund im Namen verboten wurde, kam die Namensänderung zustande. Seine Mitglieder durften weiterhin den Südwester mit schwarz-weiß-roter Kokarde tragen, die Verbandsflagge war eine Variante der Reichskriegsflagge mit einem stilisierten Kameldorn an der Stelle des preußischen Adlers. Nach kurzer Zeit umfasste die Organisation 1200 Jungen und Mädchen in dreizehn als Horsten bezeichneten Ortsgruppen und einen Spielmannszug. 1937 wurde das Südwesterlied von Heinz Anton Klein-Werner (1912–1981) für die Pfadfinder gedichtet, es ist bis heute die offizielle Hymne des Deutschen Pfadfinderbunds Namibia. Mit dem Ausbruch des Zweiten Weltkriegs wurde die Organisation erneut verboten.

### Nach dem Zweiten Weltkrieg
Zwischen 1962 und 1965 wurde mit Unterstützung der südafrikanischen Mandatsbehörde an einer Neugründung eines deutschsprachigen Pfadfinderverbands gearbeitet, die dann 1965 unter der Bezeichnung Deutscher Pfadfinderbund von Südwestafrika erfolgte. Dieser Verband arbeitete bis zur Unabhängigkeit Namibias mit der englischsprachigen South-West Africa Division der Boy Scouts of South Africa und den burischen Voortrekkers zusammen.
1990 erhielt der Deutsche Pfadfinderbund Namibia seinen heutigen Namen.

## Außendarstellung
Der Deutsche Pfadfinderbund Namibia vertritt ein traditionelles Kulturbild von Deutschland und der Geschichte des ehemaligen Deutsch-Südwestafrikas. Seine Uniformen ähneln denen der deutschen Schutztruppe und bis heute wird die von der Reichskriegsflagge abgeleitete Pfadfinderflagge aus den 1930er Jahren genutzt. 2001 wurde der zur Uniform gehörende Südwesterhut durch ein Baseballcap ersetzt.

## Weitere deutschsprachige Pfadfindergruppen
Auch im WOSM-Mitgliedsverband Scouts of Namibia gibt es deutschsprachige Gruppen, unter anderem in Windhoek und Otjiwarongo. Ehemalige der deutschen Pfadfindergruppen sind in der Altpfadfindergilde Swakopmund, einem außerordentlichen Mitglied des Verbands Deutscher Altpfadfindergilden, organisiert.